# Gino Coppedè
Luigi Coppedè dit Gino Coppedè (né le 26 septembre 1866 à Florence et mort le 20 septembre 1927 à Rome) est un architecte, sculpteur et décorateur italien de style Art nouveau.
Diplômé de l'école professionnelle des arts industriels et décoratifs de Florence à 24 ans, Coppedè devient membre de l'académie des beaux-arts de la ville et enseignant en architecture. Le quartier Coppedè de Rome, achevé en 1926 et regroupant une quinzaine de bâtiments, est considéré comme sa principale réalisation. D'autres exemples de son travail se trouvent à Gênes, où il réside de nombreuses années.
En 1931, il réalise en Espagne à Séville avec Vincente Traver un palais de style néo-médiéval, le palais du marquis de la Motilla, inspiré du Palazzo Vecchio de Florence.

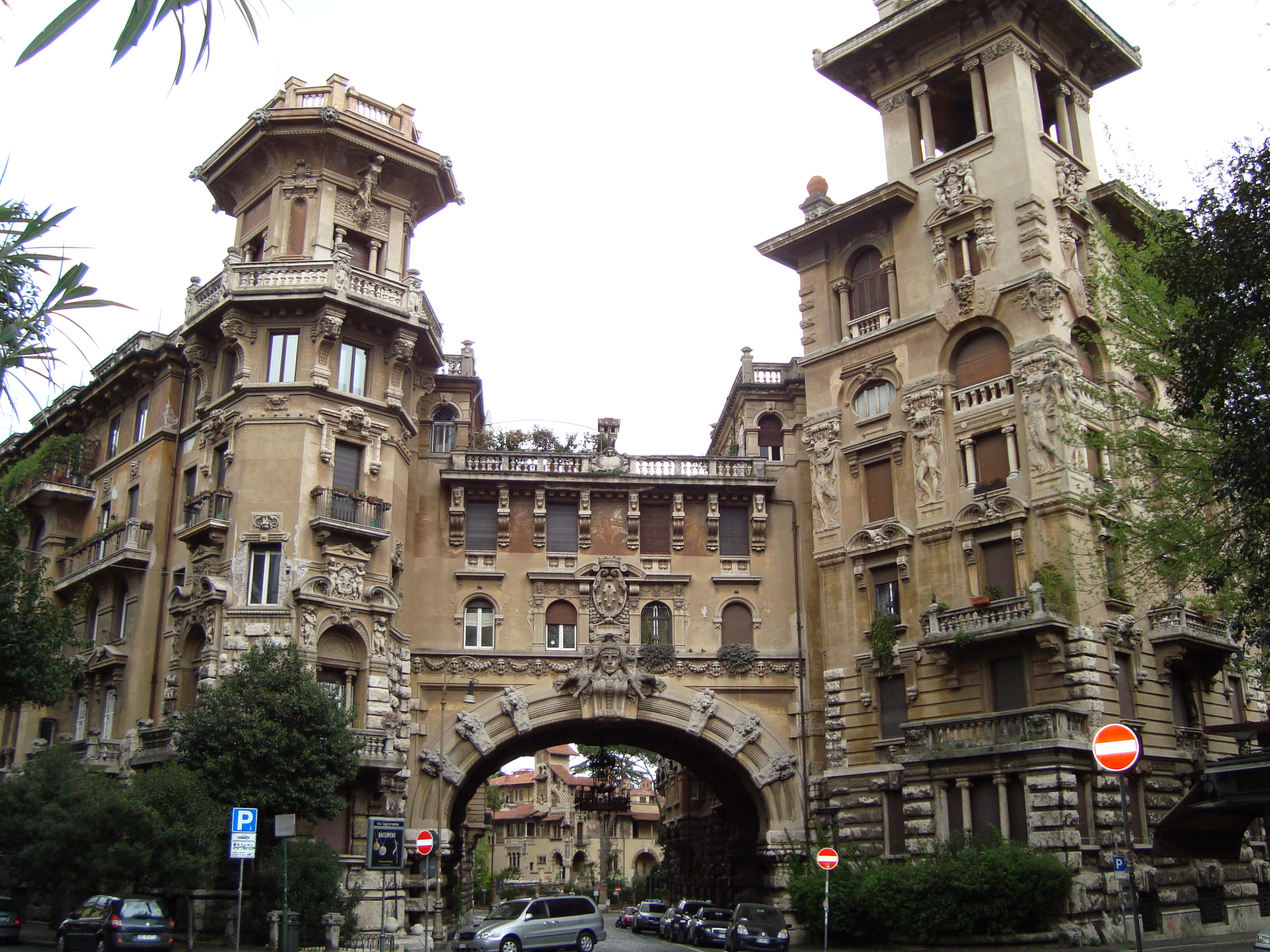
Le quartier Coppedè à Rome.
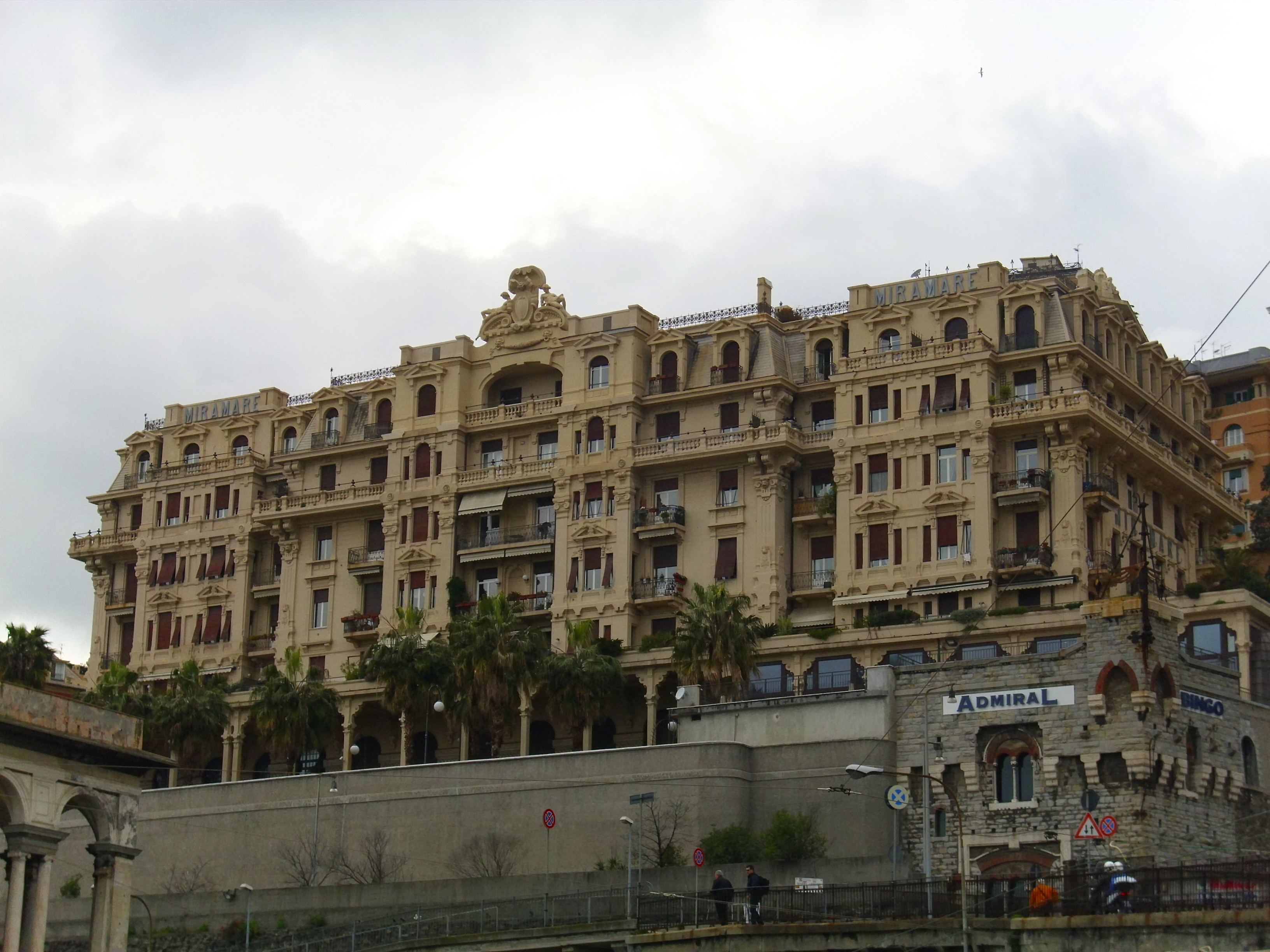
Le grand hôtel Miramare à Gênes.
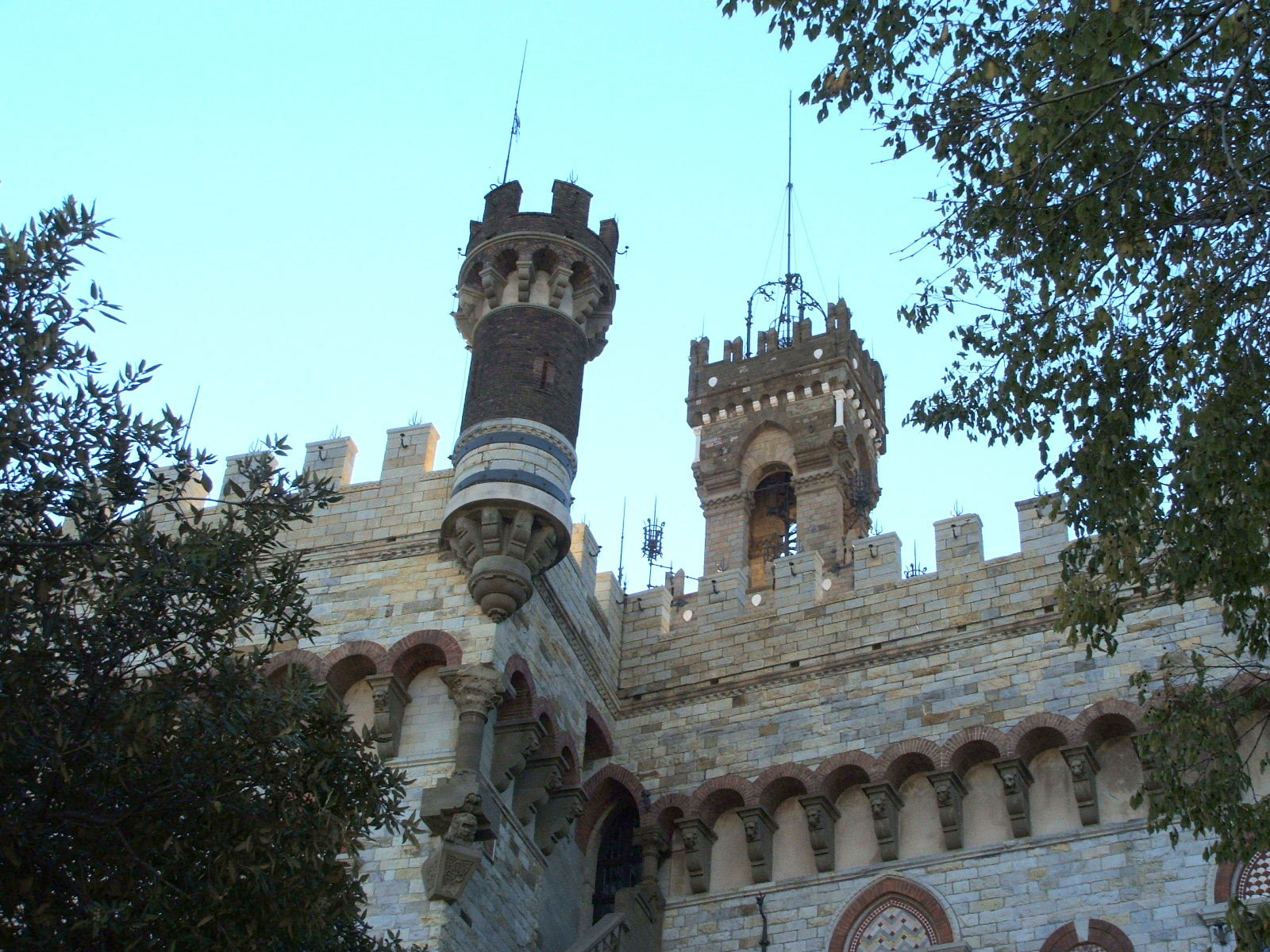
Le château Mackenzie à Gênes.